# کازوکی اورا
کازوکی اورا (انگلیسی: Kazuki Ura؛ زادهٔ ۱۸ اکتبر ۱۹۹۵) صداپیشگی اهل ژاپن است. وی از سال ۲۰۱۸ میلادی تاکنون مشغول فعالیت بوده‌است.